# Sematophyllum cuspidiferum
Sematophyllum cuspidiferum är en bladmossart som beskrevs av Mitten 1869. Sematophyllum cuspidiferum ingår i släktet Sematophyllum och familjen Sematophyllaceae. Inga underarter finns listade i Catalogue of Life.